# مجرة محدبة غير ضلعية

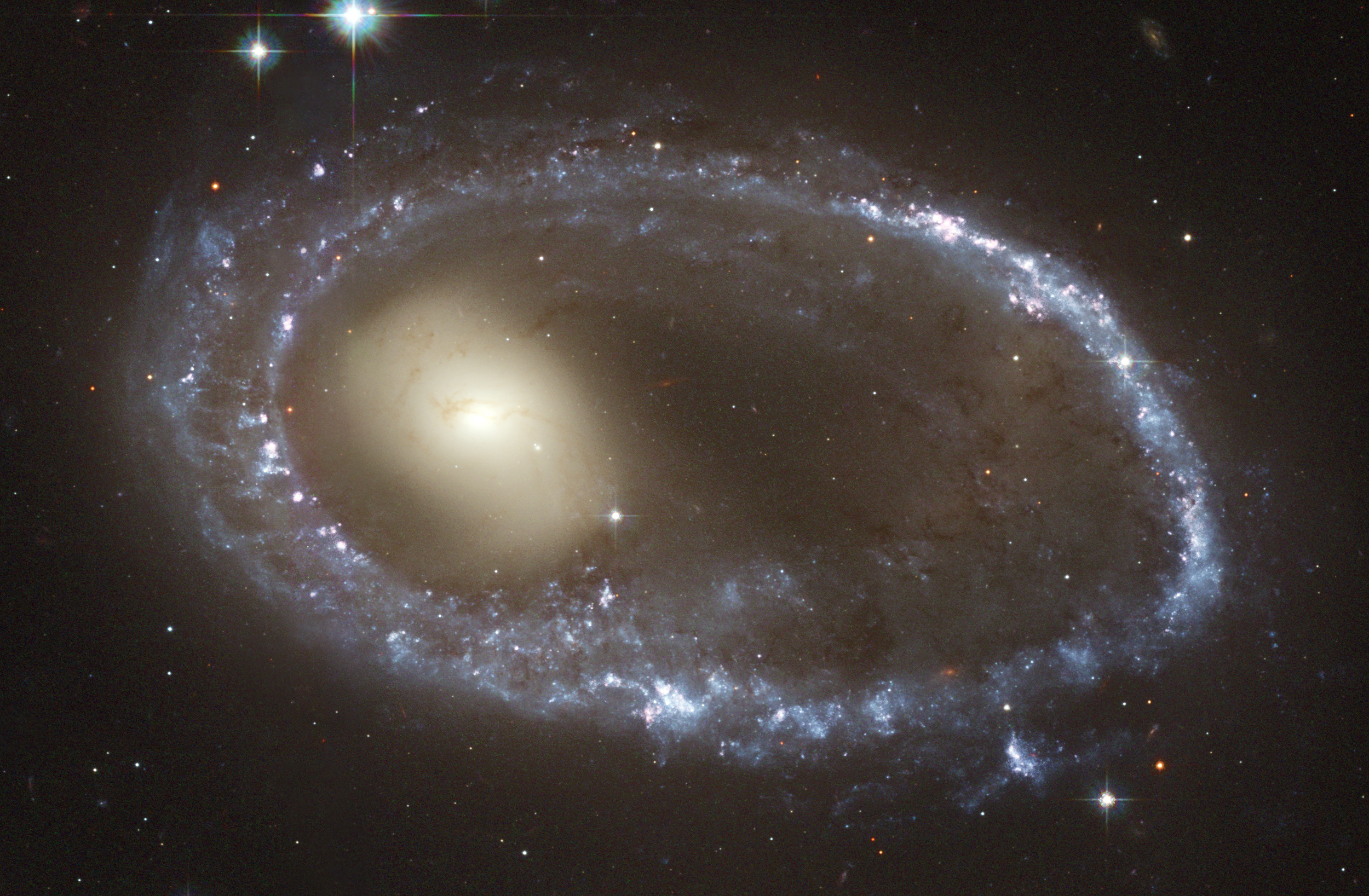

مجرة محدبة غير ضلعية هي نسخة محدبة لمجرة مجرة حلزونية غير ضلعية نوع SA0 في نسق هابل للمجرات
مثال على ذلك المجرة إيه إم 741-0644 حيث تصنف من النوع (S0-) + مجرة حلقية

والمجرة أي سي 4970 تصنيف SA0

## اقرأ أيضا
- نسق هابل للمجرات
- تصنيف المجرات
- مجرة حلقية
- مجرة حلزونية غير ضلعية